# Riverside, Iowa
Riverside är en ort i Washington County i Iowa. Vid 2010 års folkräkning hade Riverside 993 invånare.